# 賓特朱拜勒
33°07′33″N 35°26′34″E / 33.12583°N 35.44278°E

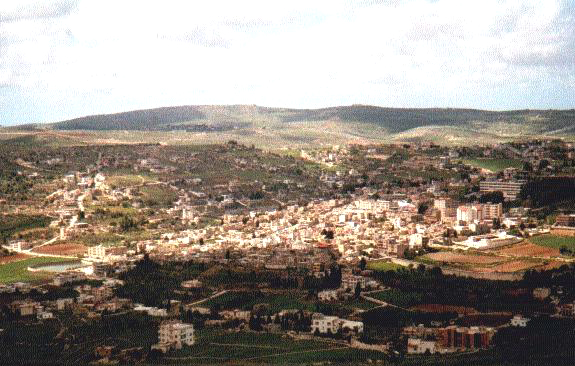

賓特朱拜勒（阿拉伯语：‎），是黎巴嫩的城鎮，位於該國東南部，由納巴泰省負責管轄，是賓特朱拜勒縣的首府，面積8平方公里，海拔高度770米，2008年人口16,526，人口密度每平方公里2,061人。